# Elecciones federales de Bélgica de 2003
Las elecciones federales de Bélgica de 2003, se celebraron el domingo 18 de mayo. Resultó ganador el partido de los Liberales y Demócratas Flamencos al conseguir 25 escaños de los 150 en disputa en el Parlamento. Las votaciones fueron las primeras en celebrarse con un nuevo código electoral que colocaba un umbral del 5% de los votos para acceder a la Cámara de Representantes y al Senado. Esta medida afectó a partidos nacionalistas minoritarios, como entonces lo era la Nueva Alianza Flamenca, y a las formaciones ecologistas Ecolo y Agalev (ahora llamado Groen). 
Se destacó además el aumento en apoyo a los partidos socialistas, liberales y al Frente Nacional. 

## Resultados

### Cámara de Representantes
|                              | Partidos                                              | Votos obtenidos | %      | +/–    | Escaños | +/– |
|                              | Liberales y Demócratas Flamencos (VLD)                | 1 099 223       | 15.36  | +2.20% | 25      | +2  |
|                              | Partido Socialista-Diferente (S.PA) + Spirit (SPIRIT) | 979 750         | 14.91  | +5.40% | 23      | +9  |
|                              | Cristiano Demócrata y Flamenco (CD&V)                 | 870 749         | 13.25  | –0.84% | 21      | –1  |
|                              | Partido Socialista (PS)                               | 855 992         | 13.02  | +2.80% | 25      | +6  |
|                              | Bloque Flamenco (VB)                                  | 767 605         | 11.59  | +1.70% | 18      | +3  |
|                              | Movimiento Reformador (MR)                            | 748 954         | 11.40  | +1.30% | 24      | +6  |
|                              | Centro Democrático Humanista (CDH)                    | 359 660         | 5.48   | –0.40% | 8       | –2  |
|                              | Nueva Alianza Flamenca (NV-A)                         | 201 399         | 3.06   | –2.05% | 1       | –9  |
|                              | Ecolo                                                 | 201 123         | 3.06   | –4.30% | 4       | –7  |
|                              | Frente Nacional (FN)                                  | 130 012         | 1.98   | +0.50% | 1       | =   |
|                              | Agalev                                                | 162 205         | 2.47   | –2.47% | 0       | –9  |
|                              | Vivant (VIVANT)                                       | 81 337          | 1.20   | –0.90% | 0       | =   |
|                              | Otros partidos                                        | 204 180         | 3.10   | –      | –       | –   |
| Votos Válidos                | Votos Válidos                                         | 6 572 189       | 94.74  |        |         |     |
| Votos en blanco y nulos      | Votos en blanco y nulos                               | 364 612         | 5.26   |        |         |     |
| Total (participación 91.63%) | Total (participación 91.63%)                          | 6 936 801       | 100.00 | –      | 150     | =   |

Fuente: Resultados Oficiales

#### Escaños por Flandes
|  | Partidos                                              | Escaños |
|  | Liberales y Demócratas Flamencos (VLD)                | 22      |
|  | Partido Socialista-Diferente (S.PA) + Spirit (SPIRIT) | 19      |
|  | Cristiano Demócrata y Flamenco (CD&V)                 | 19      |
|  | Bloque Flamenco (VB)                                  | 16      |
|  | Nueva Alianza Flamenca (NV-A)                         | 1       |

Fuente: Resultados Oficiales

#### Escaños por Bruselas - Halle-Vilvoorde
|  | Partidos                                              | Escaños |
|  | Movimiento Reformador (MR)                            | 6       |
|  | Partido Socialista (PS)                               | 4       |
|  | Liberales y Demócratas Flamencos (VLD)                | 3       |
|  | Partido Socialista-Diferente (S.PA) + Spirit (SPIRIT) | 2       |
|  | Cristiano Demócrata y Flamenco (CD&V)                 | 2       |
|  | Bloque Flamenco (VB)                                  | 2       |
|  | Ecolo                                                 | 2       |
|  | Centro Democrático Humanista (CDH)                    | 1       |

Fuente: Resultados Oficiales

#### Escaños por Valonia
|  | Partidos                           | Escaños |
|  | Partido Socialista (PS)            | 21      |
|  | Movimiento Reformador (MR)         | 18      |
|  | Centro Democrático Humanista (CDH) | 7       |
|  | Ecolo                              | 2       |
|  | Frente Nacional (FN)               | 1       |

Fuente: Resultados Oficiales

### Senado de Bélgica
|                             | Partidos                                              | Votos obtenidos | %      | +/–    | Escaños | +/– |
|                             | Partido Socialista-Diferente (S.PA) + Spirit (SPIRIT) | 1 013 560       | 15.47  | +6.59% | 7       | +3  |
|                             | Liberales y Demócratas Flamencos (VLD)                | 1 007 868       | 15.38  | +0.01% | 7       | +1  |
|                             | Cristiano Demócrata y Flamenco (CD&V)                 | 832 849         | 12.71  | –2.03% | 6       | =   |
|                             | Partido Socialista (PS)                               | 840 908         | 12.84  | +3.19% | 6       | +2  |
|                             | Movimiento Reformador (MR)                            | 795 757         | 12.15  | +1.58% | 5       | =   |
|                             | Bloque Flamenco (VB)                                  | 741 940         | 11.32  | +1.91% | 5       | +1  |
|                             | Centro Democrático Humanista (CDH)                    | 362 705         | 5.54   | –0.49% | 2       | –1  |
|                             | Nueva Alianza Flamenca (NV-A)                         | 200 273         | 3.06   | –2.00% | 0       | –2  |
|                             | Ecolo (ECOLO)                                         | 208 868         | 3.19   | –4.21% | 1       | –1  |
|                             | Agalev (AGALEV)                                       | 161 024         | 2.46   | –4.62% | 0       | –3  |
|                             | Frente Nacional (FN)                                  | 147 305         | 2.25   | +0.75% | 1       | +1  |
|                             | Vivant (VIVANT)                                       | 86 723          | 1.30   | –0.70% | –       | –   |
|                             | Otros partidos                                        | 151 731         | 2.30   | –      | –       | –   |
| Total (participación 94.4%) | Total (participación 94.4%)                           | 6 551 511       | 100.00 | –      | 40      | =   |

Fuente: Resultados Oficiales